# Об'єднана демократична партія Белізу
Об'єднана демократична партія — одна з двох основних політичних партій Белізу, на 2011, правляча партія. Правоцентристська консервативна партія, на чолі з Діном Берроу.

## Генеза
У 1974 році політична опозиція в Белізі була слабка і правляча Народна об'єднана партія Белізу (НОП), ніколи з моменту її заснування не програвала парламентські вибори. Провідні опозиційні партії, Партія національної незалежності і Народний рух розвитку та новітня ліберальна партія підписали унію про об'єднане висування на виборах. В результаті 27 вересня 1973 року три партії об'єднались в Об'єднану демократичну партію.
На перших виборах до Установчих зборів, у яких вона взяла участь, отримала чотири місця з вісімнадцяти. Колишній голова Народного руху розвитку Дін Ліндобуло обраний її головою. Партія мала успіх на муніципальних виборах в 1970-х, але не змогла перемогти НОП на загальних виборах,1979 Хоча вона збільшила своє представництво в Установчих зборах до п'яти місць, на чолі партії встав Теодор Аранда. Незважаючи на внутрішні розбіжності, партія зберегла три місця в грудні 1981 на муніципальних виборах.
Наприкінці 1982 Аранда був зміщений з поста лідера партії і її тимчасово очолив Курл Томсон, якого змінив колишній лідер Ліберальної партії Мануель Есківель. У грудні 1983 ОДП виграла муніципальні вибори міста Беліз, а в наступному році вони перемогла в загальних виборах, завоювавши 21 з 28 місць. Тим не менш, вони втратили владу на виборах 1989, отримавши 13 місць, тоді як НОП 15.
У виборах 1993 року партія сформувала альянс з Національним альянсом Правого Белізу. Альянс отримав 16 з 29 місць, з ОДП з п'ятнадцять з шістнадцяти. Проте, партія зазнала нищівної поразки на виборах 1998 року, коли НОП отримала 26 з 29 місць, після чого Есківель був замінений на Барроу як лідера партії. ПНП залишився при владі після виборів 2003 року, в яких ОДП отримала тільки сім місць. Після десяти років в опозиції, ОДП виграла загальні вибори 2008, отримавши 25 з 31 місць.

## Колишні керманичі
- Дін Ліндо (1974—1979)
- Теодор Аранда (1979—1982)
- Курл Томпсон (1982—1983)
- Мануель Есківель (1983—1998)

## Ресурси Інтернету
- Official website(англ.)
- The Guardian Партійна газета (англ.)